# Підгострий склерозуючий паненцефаліт
Підгострий склерозуючий паненцефаліт (англ. subacute sclerosing panencephalitis; також підгострий енцефаліт Доусона, паненцефаліт Петте — Дерінга, підгострий склерозуючий лейкоенцефаліт Ван-Богаерта) — рідкісна форма прогресуючого запалення головного мозку, спричинена стійкою інфекцією вірусу кору. Уражається біла речовина, стовбур і кора головного мозку, таламус і спинний мозок.
Вірус кору має тропність до клітин нервової системи, тому здатний спричинити дегенеративні процеси там. Може тривало персистувати і накопичуватися в нейронах і гліальних клітинах, що спричинює їхню загибель, зумовлює запальну периваскулярну інфільтрацію мозкової тканини. Наслідком цього є підгострий склерозуючий паненцефаліт.

## Актуальність
Це рідкісна дегенеративна хвороба ЦНС, яке виникає після перенесеного кору з частотою 5-10 випадків на 1 млн хворих. Найчастіше розвивається у дітей і підлітків чоловічої статі 5-15 років, які перенесли кір у перші 15 місяців життя.
Перші прояви з'являються зазвичай через роки після кору, зрештою вони наростають упродовж багатьох місяців чи навіть років, зазвичай призводять до коми, деменції та смерті.

## Історичні факти
Захворювання було вперше описано як звіт про випадок у 1939 році неврологами Людо ван Богаертом і Жаком де Бушером.

## Патогенез
В основі патогенезу персистенція та репродукція корового вірусу після перенесеного захворювання у головному мозку через зміни імунологічних механізмів.
Репродукція вірусу в центральній нервовій системі йде з активацією автоімунних зрушень, що зумовлює ураження та смерть нейронів. У головному мозку виникає енцефаліт із гліозними вузликами (так званий «вузликовий паненцефаліт») і лейкоенцефаліт з демієлінізацією в підкіркових структурах.

## Клінічні прояви
Перебіг хвороби характеризується різноманітністю симптомів, що корелює з поліморфізмом патоморфологічних зрушень при цьому. Найраннішими проявами є нездужання, запаморочення, головний біль, втрата апетиту. Згодом виникає неуважність, дратівливість, стомлюваність, плаксивість. Виявляються зміни особистості, поведінки: пацієнти втрачають почуття дистанції, обов'язку, дисципліни, адекватності взаємовідносин, стають байдужими. Переважають прояви егоїстичності, жадібності та жорстокості.
Одночасно з'являються і наростають повільно зміни основних функцій мозку, погіршується орієнтація в просторі, порушуються схеми тіла. За 2-3 місяці від початку хвороби при неврологічному обстеженні виявляються гіперкінези по типу міоклоній і торсіонного спазму. З'являються великі (генералізовані) епілептичні напади із судомами, малі напади, постійні за типом парціальної (кожевніковської) епілепсії. При подальшому прогресуванні хвороби інтенсивність гіперкінезів зменшується, але наростають прояви паркінсонізму та дистонії, формується децеребраційна ригідність.
Екстрапірамідні порушення часто йдуть разом з виразними вегетативними змінами — слинотечею, гіпергідрозом Виявляється вазомоторна лабільність, тахікардія, тахіпное; часто — мимовільний сміх і плач, раптові скрикування («крик чайки»). Частим проявом є статична атаксія, при якій пацієнт не здатний втримати своє тіло вертикально. У пізній стадії захворювання формуються спастичні моно-, гемі- і тетрапарези, з'являються моторна та сенсорна афазії.
Клінічний перебіг поділяється на 4 стадії:
- 1-а стадія, психотична. Спостерігаються порушення розумової діяльності, які наростають. Прогресують зміни особистості та поведінки. Пацієнт дратівливий, плаксивий, забудькуватий, з проблемою розуміє і погано запам'ятовує нове, зрештою втрачає здатність засвоювати нові знання. Паралельно формуються грубі порушення вищих мозкових функцій, судомні та несудомні напади, різні гіперкінези. Перша стадія триває 1 — 12 місяців.
- 2-й стадії притаманні рухові порушення; розлади мови (афазія) і письма (аграфія). Зрідка може бути двоїння в очах (диплопія). Уражається координація складних рухів, погіршується хода. Маніфестують пірамідні та екстрапірамідні ознаки — виникають міоклонії, судоми, гіперкінези. Зміни м'язового тонусу часто демонструють змішаний спастично-ригідний характер, нерідко відзначаються гіперкінези (атетоз, міоклонії, тремор). Підкіркові зрушення спочатку розвиваються за моно- або гемітипом, але надалі поширюються на обидві руки і ноги, тобто виникає тетрапарез. Прояви ураження пірамідних шляхів при паненцефаліті з'являються на фоні вже розгорнутої клінічної картини хвороби. Відзначається також статична і локомоторна атаксія через ураження мозочка або лобової частки кори. Типовими та постійними ознаками є епілептичні напади у вигляді генералізованих судом, простих і складних абсансів, сутінкових станів і автоматизмів. Ця стадія триває 6 місяців — 1 рік.
- На 3-й стадії з'являються спастичні парези, наростають гіперкінези та зміни психіки. Пацієнт не впізнає звичайні предмети (агнозія); зміни зору доходять до сліпоти, яка може бути спричинена хоріоретинітом, атрофією зорових нервів. Надалі з'являється нетримання сечі, прогресує ригідність м'язів, виявляються торсіонні спазми та м'язові контрактури. У пацієнтів є тривалі тонічні децеребраційні судоми, прогресує деменція. Через посилення м'язової ригідності регресують клонічні судоми та гіперкінези. Тривалість цієї стадії лише кілька місяців.
- На 4-й стадії повністю втрачаються психічні функції, стійкою стає децеребраційна ригідність, відбуваються гіпертермічні кризи з гарячкою гектичного типу, формується кахексія. Смерть настає через циркуляторний колапс або приєднання пневмонії.

Хвороба невпинно прогресує і закінчується смертю. Триває зазвичай від 6 місяців до 2-3 років.

## Діагностика
Діагноз ґрунтується на результатах МРТ і КТ головного мозку, електроенцефалографії (ЕЕГ), дослідженнях крові та спинномозкової рідини. Характерні зміни спинномозкової рідини — цитоз у межах норми (до 10 клітин в 1 мкл), концентрація білка в нормі чи трохи підвищена, рівень γ-глобуліну в крові підвищений. У спинномозковій рідині та крові значно підвищені титри антитіл IgG до вірусу кору. При проведенні КТ і МРТ головного мозку виявляються численні вогнища в перивентрикулярній і субкортикальній білій речовині, у проекції базальних гангліїв. Спостерігається атрофія кори. На ЕЕГ проявляються характерні зміни: періодичні кожні 3-8 секунд розряди повільних високоамплітудних гострокінцевих хвиль, які змінюються короткими періодами зниження активності.

## Лікування
Специфічного лікування хвороби немає, призначається ситуаційна та симптоматична терапія. На 1-й стадії застосовують інозин пранобекс разом із введенням інтерферону-альфа (interferon alfa) у шлуночки мозку, проте результати мінливі. Починаючи з 2-ї стадії будь-яке лікування до видужання не призводить.
Патогенетичним є застосування глюкокортикоїдів, проте часто це малоефективне.
Для зменшення судом застосовуються барбітурати як от фенобарбітал спільно з карбамазепіном чи похідними вальпроєвої кислоти.
Для зменшення тонусу м'язів використовується толперизон. Призначаються судинні засоби: вінпоцетин, серміон, пірацетам, вітаміни групи B. Іноді анаболічні гормони: нероболил, ретаболил. Застосовуються загальнозміцнюючі ліки.